# Trinidad Scorpion Butch T

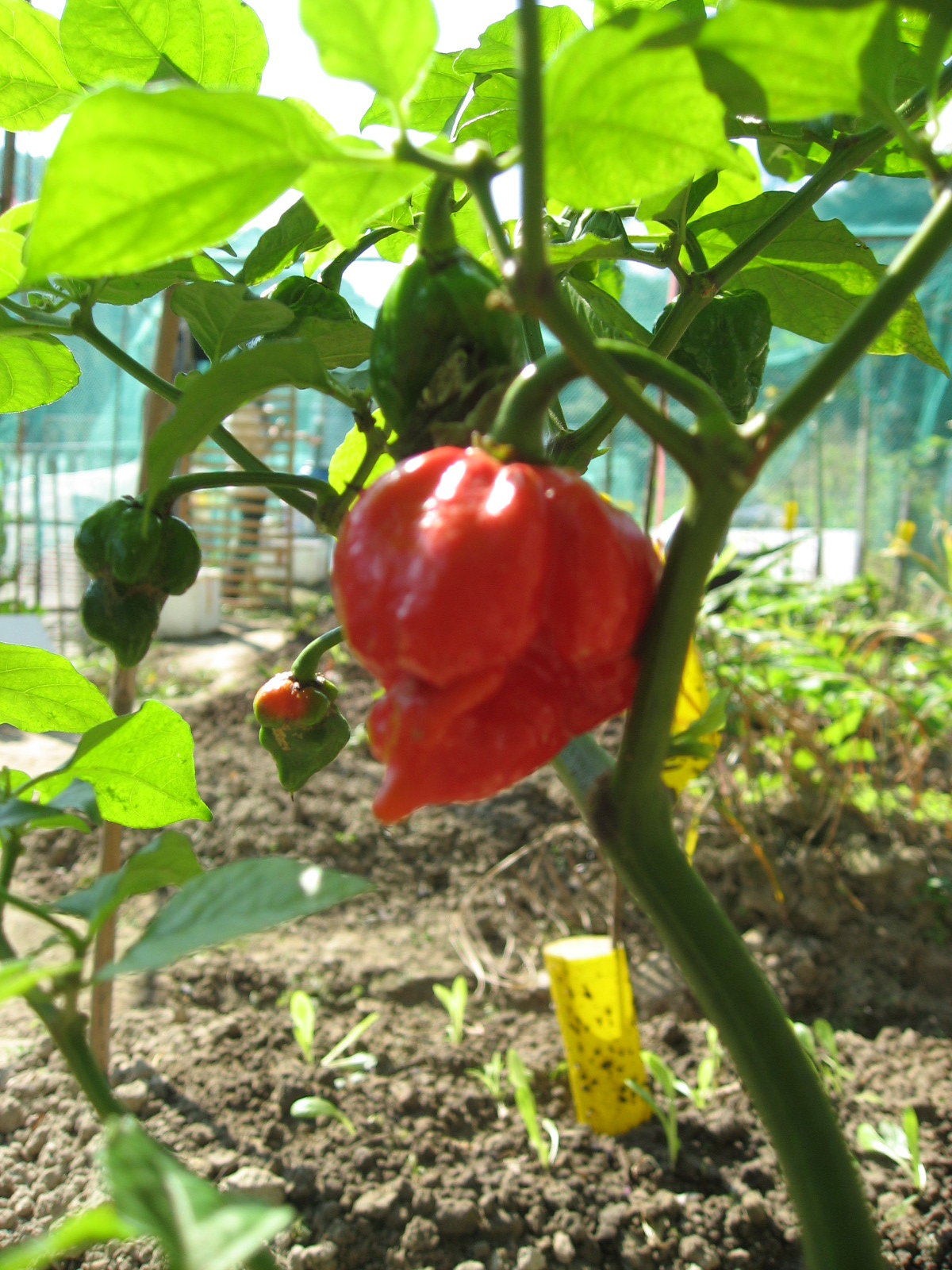
Trinidad Scorpion Butch T.

## Record du monde
Le Trinidad Scorpion Butch T a été désigné le piment le plus piquant au monde par le Livre Guinness des records. Selon le New Mexico State University's Chile Pepper Institut, le piment le plus fort du monde est en 2012 le Trinidad Moruga Scorpion détrôné en 2013 par le piment Carolina Reaper.